# Estación de San Andrés (Cercanías Málaga)
San Andrés era un apeadero de ferrocarril de la línea Málaga-Fuengirola (P.K. 4,2) con parada de trenes de la línea C-1 de Cercanías Málaga. Este apeadero se encontraba en la barriada de Nuevo San Andrés 1, perteneciente al Distrito Carretera de Cádiz de Málaga (Provincia de Málaga, España). 
En junio de 2009, tras las obras de soterramiento de las líneas de ferrocarril en Málaga, el apeadero dejó de prestar servicio siendo sustituido por la estación subterránea Victoria Kent para aprovechar el espacio en superficie para la construcción de un bulevar. A finales del año 2010, se incorporó una nueva línea Málaga-Álora , con parada de trenes de la línea C-2 de Cercanías de Málaga. El paso de esta nueva línea en la estación Victoria Kent (Estación de San Andrés) hace que esta no solo se comunique con la parte costera de Málaga, sino que también facilita el acceso con la zona rural de ésta. 
En mayo de 2014, se finalizaron las obras del bοulevard donde el Ayuntamiento de Málaga permite el tráfico entre la calle Ceramistas y la estación Victoria-Kent. Este bulevar se divide en dos fases; la primera fase de unos 630 metros lineales abarcando desde la estación Victoria-Kent hasta la intersección de la calle Gallos y siendo la segunda fase una prolongación de la misma hasta la Avenida JuanXXIII de unos 420 metros.Las obras han supuesto una inversión municipal de 12,5 millones de euros aproximadamente.